# Mont Obama
Le mont Obama, anciennement connu sous le nom de Boggy Peak, est une montagne d'Antigua-et-Barbuda, le point culminant du pays. Il se situe à une altitude de 402 mètres dans la paroisse de Saint-Mary sur l'île d'Antigua.

## Toponymie
Le 4 août 2009, la montagne est renommée en hommage au quarante-quatrième président des États-Unis, Barack Obama, le jour de son anniversaire. Cette décision provoque des réactions diverses au sein de la population, certains considérant que le président américain n'a pas de place dans l'histoire de l'île, et que les habitants n'ont pas été consultés concernant cette décision. D'autres y voient un hommage au progrès des Noirs, donc un hommage légitime.
La plaque commémorative de ce changement de nom précise :
« Mount Obama, named in honor of the historical election on Nov. 4, 2008, of Barack Hussein Obama, the first black president of the United States of America, as a symbol of excellence, triumph, hope and dignity for all people. »

## Géographie
Le mont Obama est le point culminant des monts Shekerley et de l'île d'Antigua.

## Histoire
C'est sur le point culminant des monts Shekerley (en), au sud-ouest de l'île, que des esclaves fugitifs se rassemblent en se cachant dans la forêt. En 1687, vingt-sept fugitifs restent dans un camp qu'ils palissadent au sommet, connu ensuite sous le nom de Boggy Peak.
À la suite de cette révolte d'esclaves, ces derniers sont pourchassés pour être capturés morts ou vivants. La milice prend alors d'assaut le camp et les leaders sont brûlés au cours des années suivantes.

## Activités
De nombreuses fermes jonchent les versants du mont, où les cultures de l'ananas et de la mangue dominent.
Le sommet de Buggey Peak est un point de relais des télétransmissions.